# Vilcun (kommun i Chile)
Vilcun är en kommun i Chile.   Den ligger i provinsen Provincia de Cautín och regionen Región de la Araucanía, i den södra delen av landet, 600 km söder om huvudstaden Santiago de Chile.
I omgivningarna runt Vilcun växer huvudsakligen savannskog. Runt Vilcun är det glesbefolkat, med 11 invånare per kvadratkilometer.